# Mohammad Rajablou
Mohammad Rajablou, né le 6 avril 1985, est un coureur cycliste iranien.

## Palmarès sur route

### Par année
- 2005
  - 7eb étape du Tour de Guyane (contre-la-montre)
- 2007
  - 6e étape du Tour d'Azerbaïdjan
- 2012
  - 3e du Tour du Viêt Nam
- 2016
  - 4e étape du Tour du Japon
- 2017
  - 2e du championnat d'Iran sur route
  - 3e du championnat d'Iran du contre-la-montre
- 2018
  -  Médaillé d'argent du championnat d'Asie du contre-la-montre par équipes
- 2019
  - 3e du championnat d'Iran du contre-la-montre

### Classements mondiaux
| Année         | 2005 | 2006 | 2007 | 2008 | 2009 | 2010 | 2011 | 2012 | 2013 | 2014 | 2015 | 2016 | 2017 | 2018 |
| ------------- | ---- | ---- | ---- | ---- | ---- | ---- | ---- | ---- | ---- | ---- | ---- | ---- | ---- | ---- |
| UCI Asia Tour | 182e | 209e | 104e | 337e |      | 224e | 53e  | nc   | 137e |      | 358e | 218e | 51e  | 350e |

## Palmarès sur piste

### Championnats d'Asie
- Nakhon Ratchasima 2011
  -  Champion d'Asie de la course aux points
  -  Médaillé d'argent de l'américaine
- Kuala Lumpur 2012
  -  Médaillé d'argent de la course aux points
- New Delhi 2013
  -  Médaillé de bronze de la course aux points
  -  Médaillé de bronze de l'américaine
- Astana 2014
  -  Médaillé de bronze de la course aux points
- New Dehli 2017
  -  Médaillé d'argent du scratch
- Nilai 2018
  -  Médaillé d'argent de l'américaine

### Championnats nationaux
- 2011
  -  Champion d'Iran de l'omnium
  -  Champion d'Iran de la course aux points
  - 2e du championnat d'Iran de poursuite par équipes
- 2015
  -  Champion d'Iran de l'omnium
- 2019
  -  Champion d'Iran de poursuite par équipes (avec Amir Hossein Jamshidian, Mohsen Rahmani et Mehdi Bidram Gorgabi)
  - 2e du championnat d'Iran de l'américaine
- 2021
  -  Champion d'Iran de poursuite par équipes (avec Mohammad Ganjkhanlou, Behnam Khosroshahi et Behnam Ariyan)